# Parasmodix quadrituberculata
Parasmodix quadrituberculata Jézéquel, 1966 è un ragno appartenente alla famiglia Thomisidae.
È l'unica specie nota del genere Parasmodix.

## Distribuzione
L'unica specie oggi nota di questo genere è stata rinvenuta in Costa d'Avorio

## Tassonomia
Dal 1966 non sono stati esaminati altri esemplari, né sono state descritte sottospecie al 2014.